# Caloptilia serotinella
Caloptilia serotinella là một loài loài bướm thuộc họ Gracillariidae. 